# Oude Postkantoor (Breda)

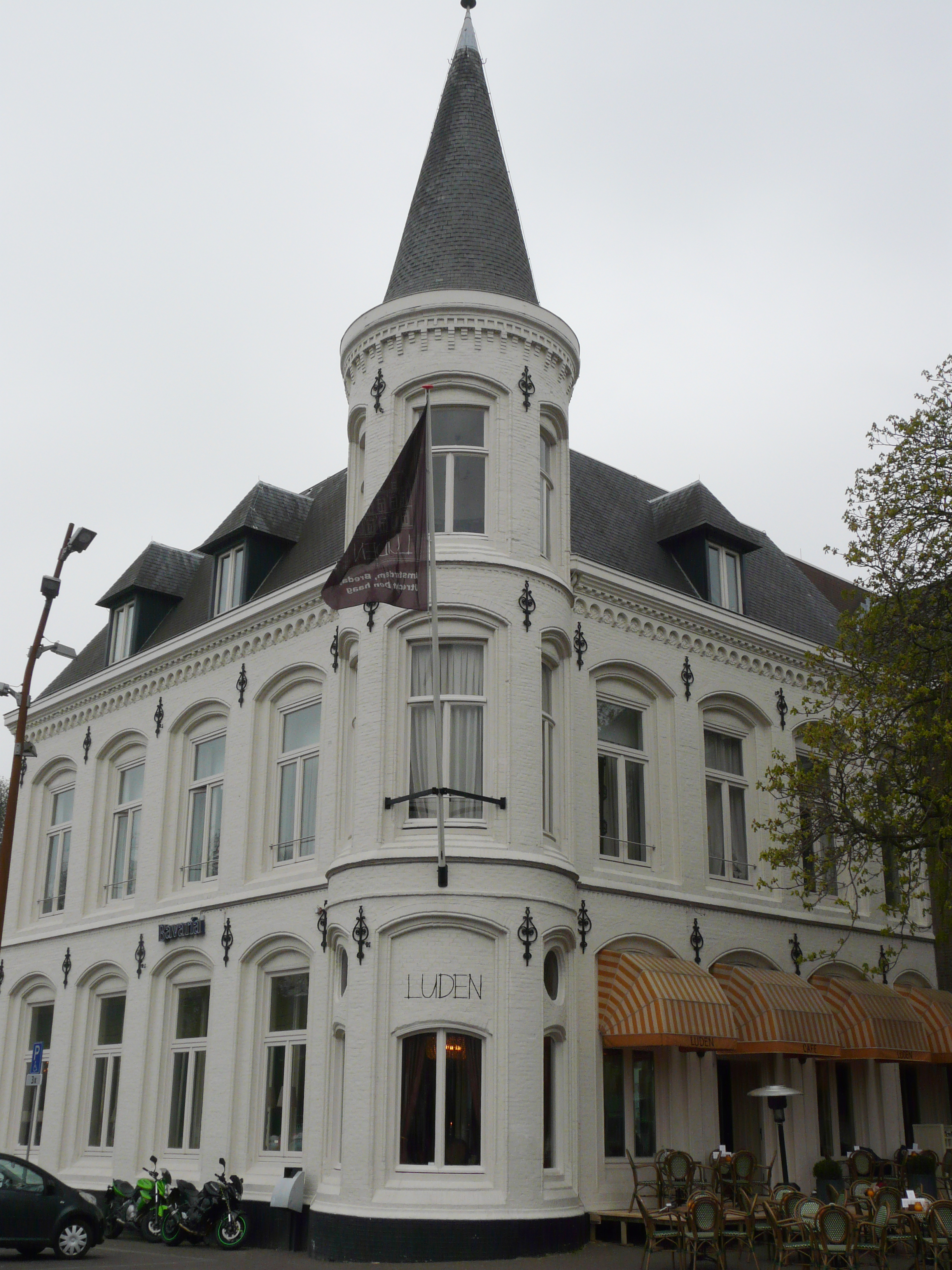
Het Oude Postkantoor

Het Oude Postkantoor is een beeldbepalend pand in het centrum van Breda gelegen bij de haven, nabij de Duiventoren van het Kasteel van Breda. Het Oude Postkantoor staat op de hoek van de Kraanstraat en de Vismarktstraat tegenover de vishal.

## Geschiedenis
Vroeger stond op deze plaats het waaggebouw met ervoor een havenkraan bij de haven. Met een havenkraan werd vanaf 1397 de lading op de kade gezet. Het middeleeuwse waaggebouw werd gesloopt in 1880 voor de bouw het Oude Postkantoor. Voor het gebouw werd vooral vis verhandeld.
In 1880-1881 werd het Post- en Telegraafkantoor met een directeurswoning gevestigd. Het is een neorenaissancistisch gebouw, met een toren met spits. Het is ontworpen door rijksbouwmeester C.H. Peters. Het gebouw heeft dienst gedaan als rijkspostkantoor van 1881 tot 1938.
In de periode daarna was de rijksbelastingdienst er gevestigd. In 1952 werd het uitgebreid in Delftse-Schoolstijl door rijksarchitect Ir. H. De Lussanet de la Sabloniere. In 1980 werd het verbouwd en gerestaureerd voor de Arbeidsinspectie en werd de roodkleurige gevel wit geschilderd. Vanaf 1997 was financieel adviesbureau Spaar Select erin gevestigd. Vanaf 2008 zijn aan de kant van de Vismarktstraat een restaurant, eetcafé, café, eet- en dansgelegenheid ('t Zusje) gevestigd. Aan de achterkant aan de Kraanstraat zijn studentenwoningen.

## Afbeeldingen

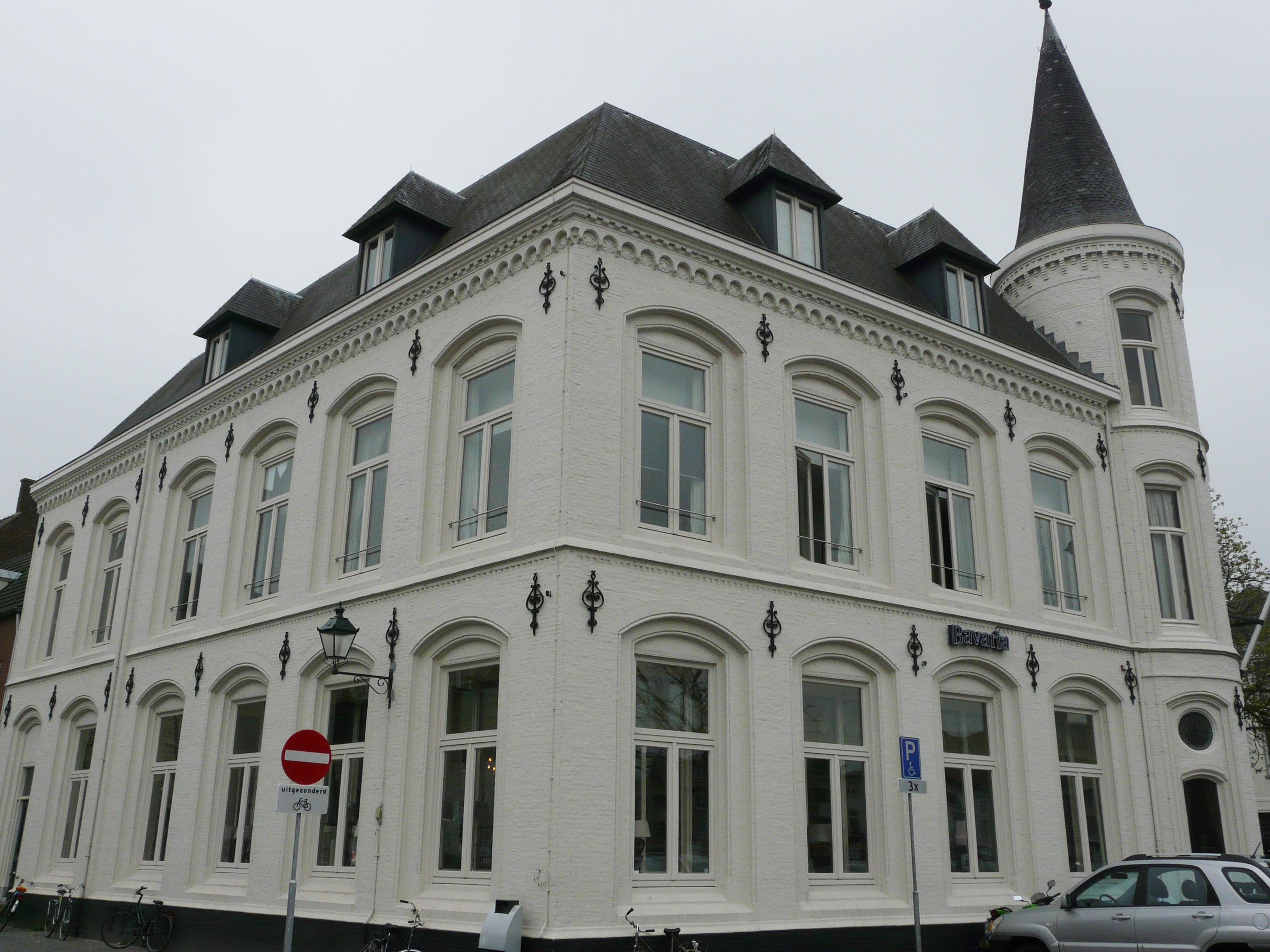
Oude Postkantoor
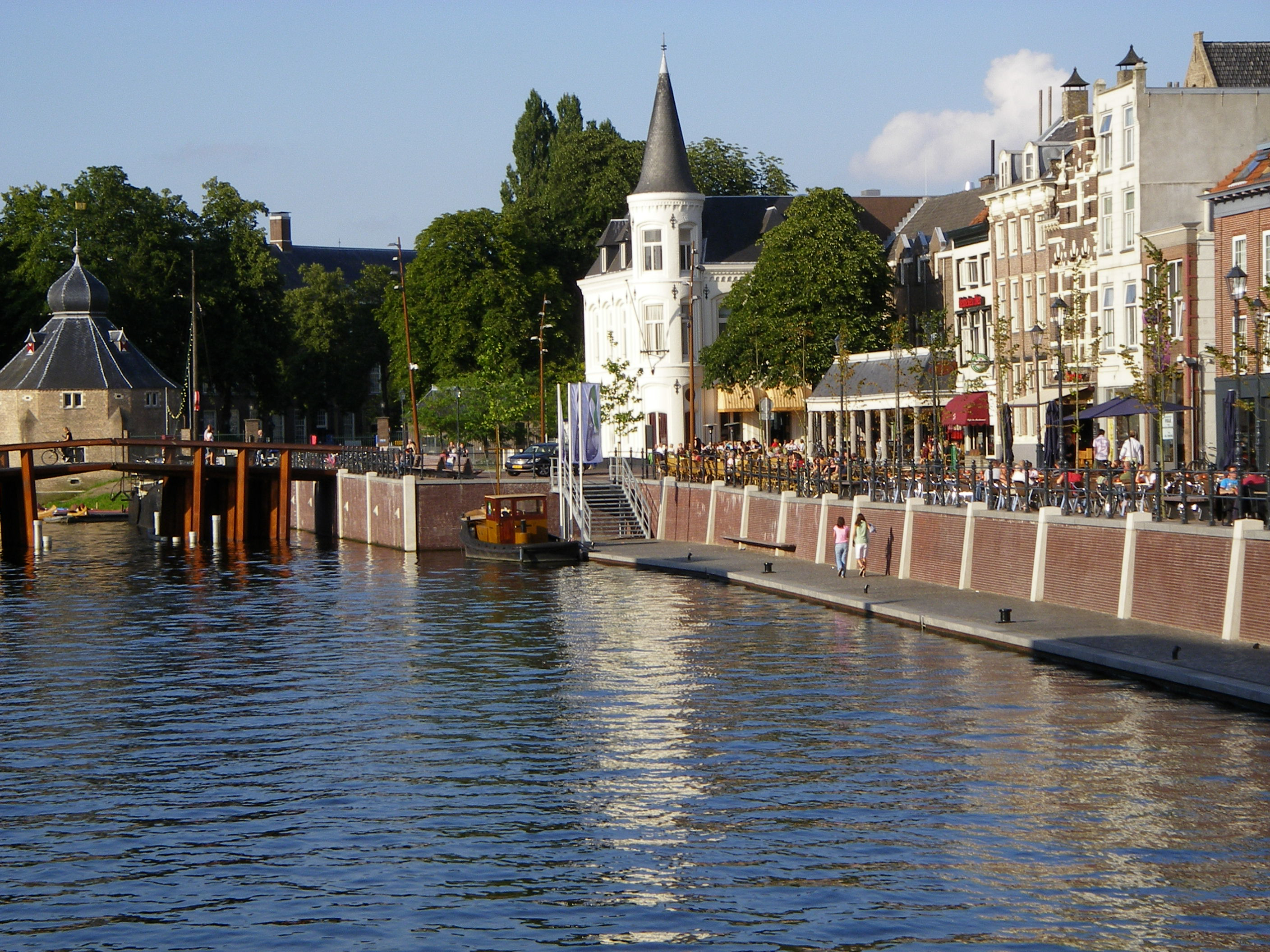
Het Oude Postkantoor aan de haven
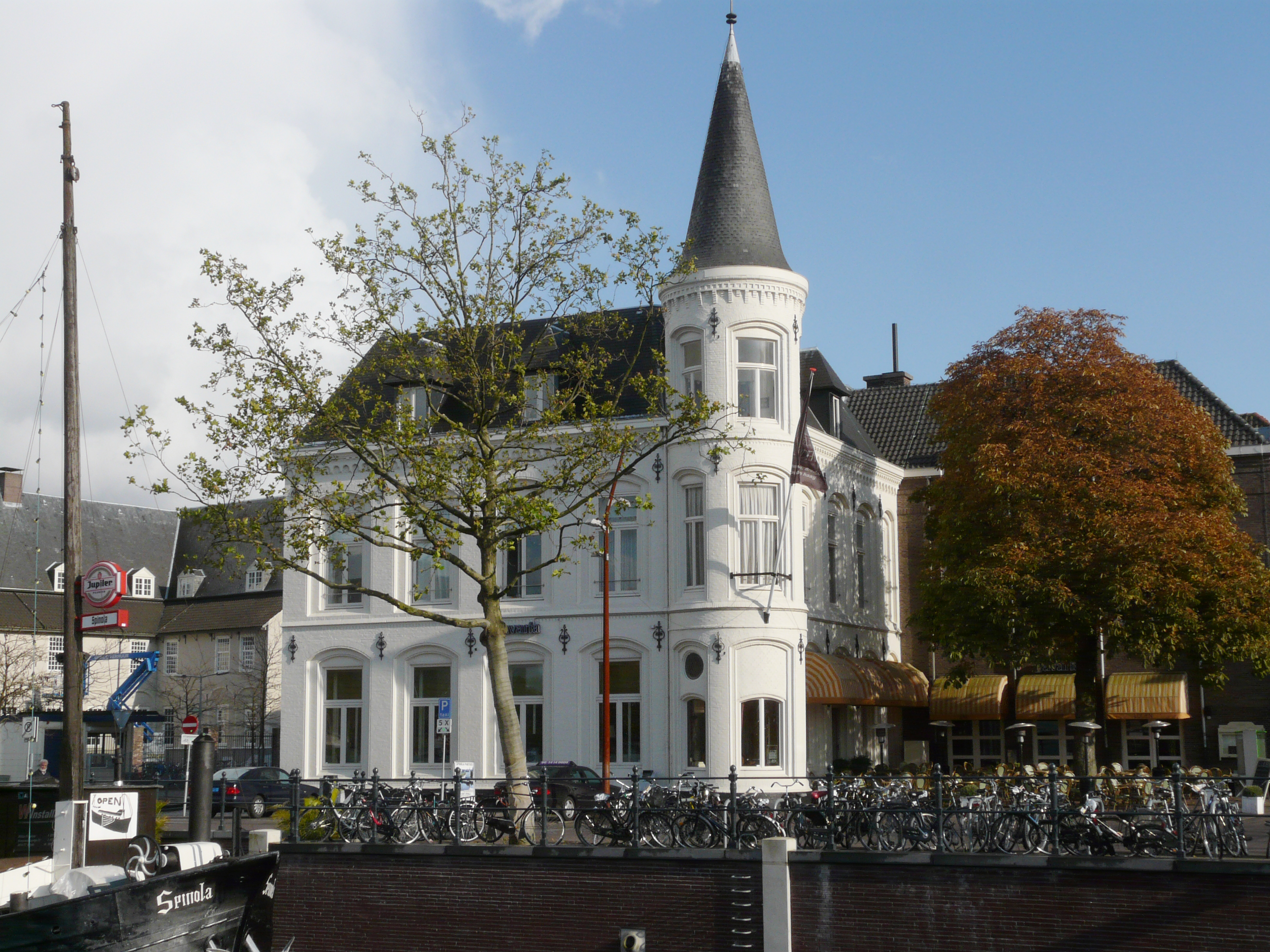